# Uroctea matthaii
Uroctea matthaii är en spindelart som beskrevs av Sarah Creecie Dyal 1935. Uroctea matthaii ingår i släktet Uroctea och familjen Oecobiidae.
Artens utbredningsområde är Pakistan. Inga underarter finns listade i Catalogue of Life.